# Saunders Valkyrie
El Saunders A.3 Valkyrie fue un gran hidrocanoa biplano trimotor con casco de madera, construido para cubrir una especificación del Ministerio del Aire. No se consideró apto para la producción y contribuyó a confirmar la preferencia por los hidrocanoas con casco metálico.

## Diseño y desarrollo
El Saunders A.3 Valkyrie fue construido en respuesta a la Especificación 22/24 del Ministerio del Aire para un gran hidrocanoa de patrulla y servicios generales, recibiendo Saunders un encargo de un solo prototipo para realizar pruebas en febrero de 1925. Era un biplano de tres motores con un casco monocasco de dos redientes, circular aparte del fondo de planeo curvo y poco profundo. El fuselaje no tenía mamparos internos y fue diseñado deliberadamente para ser flexible y absorber los impactos del aterrizaje, aunque había una sección rígida debajo de las alas. Al igual que con otros aviones de madera de Saunders, el casco del Valkyrie estaba recubierto con contrachapado sujeto a esfuerzos cosido mediante Consuta. Acomodaba una tripulación de cinco personas. Había un par de cabinas en tándem abiertas con controles de vuelo duales muy por delante del borde de ataque del ala. Debajo de esto, a popa y en el casco, se encontraban los puestos de navegación y radio. Más a popa, tras el borde de fuga, se encontraban dos puestos de artilleros, prácticamente en tándem, pero desplazados a babor y a estribor, cada uno equipado con ametralladoras sobre anillos Scarff. La cabina del artillero, en el morro, estaba equipada de forma similar. Había literas y espacio habitable para los cinco tripulantes en la parte rígida del casco. El empenaje, grande y angular, soportaba el plano de cola rectangular arriostrado con elevadores descompensados sobre la parte superior del casco. El empenaje también albergaba un timón grande y prominentemente compensado, con una superficie de servotimón sobre botalones.
Las alas tenían la misma envergadura y casi no presentaban decalaje, con una ligera flecha en la sección exterior de los motores. Cada una de estas secciones exteriores contaba con dos juegos de soportes verticales interplanares simples, alerones compensados en los planos superior e inferior y un flotador estabilizador con fondo en V montado separado del ala inferior. Las alas eran estructuras de madera con recubrimiento de lona, al igual que la sección central superior. La sección central del ala inferior estaba recubierta con Consuta, montada sobre un pilón bajo en el casco y arriostrada a él mediante grandes soportes en forma de N. Las secciones centrales estaban unidas por tres juegos de soportes de acero en forma de V, de los que se sostenían los tres motores Rolls-Royce Condor de 505 kW (680 hp) refrigerados por agua del Valkyrie, que estaban montados a medio camino entre las alas.

## Historia operacional
El Valkyrie voló por primera vez alrededor de junio de 1926, bajo el mando de Frank Courtney, y a finales de la primavera de 1927 participó en las pruebas del Ministerio del Aire, donde la evaluación general fue poco entusiasta. Sin embargo, en agosto, el Valkyrie participó en una gira por Escandinavia, organizada por el Destacamento de Desarrollo de Hidrocanoas, junto con los hidrocanoas Blackburn Iris, Short Singapore y Supermarine Southampton. Esta gira ayudó al Ministerio del Aire a decidir que el futuro de los hidrocanoas estaba en los cascos de metal, en lugar de en los de madera, con sus propiedades de absorción de agua. El único Valkyrie fue desguazado en 1929.

## Especificaciones
Referencia datos: London, 1988, p. 70

### Características generales
- Tripulación: Cinco
- Longitud: 18,3 m (60 ft)
- Envergadura: 29,6 m (97 ft)
- Altura: 5,6 m (18,4 ft)
- Superficie alar: 182,8 m² (1967,6 ft²)
- Peso vacío: 8097 kg (17 845,8 lb)
- Peso máximo al despegue: 12 066 kg (26 593,5 lb) (sobrecargado)
- Planta motriz: 3× motor lineal V12 refrigerado por agua Rolls-Royce Condor IIIA.
  - Potencia: 510 kW (703 HP; 694 CV) cada uno.
- Hélices: Bipala de paso fijo

### Rendimiento
- Velocidad máxima operativa (Vno): 192 km/h (119 MPH; 104 kt)
- Velocidad crucero (Vc): 153 km/h (95 MPH; 83 kt)
- Alcance: 9 h 20 min
- Techo de vuelo: 2900 m (9514 ft)
- Régimen de ascenso: 3 m/s (585 ft/min)

### Armamento
- Ametralladoras: 

  - 3x Lewis de 7,7 mm en anillo Scarff en posiciones dorsal (2) y de morro (1)
- Bombas: 

  - 2 de 234 kg o de 250 kg

## Aeronaves relacionadas

### Aeronaves similares
- Blackburn Iris

### Secuencias de designación
- Secuencia A._ (interna de Saunders): A.3 Valkyrie - A.4 Medina - A.7 Severn - A.10 →